# Piedra Zanata

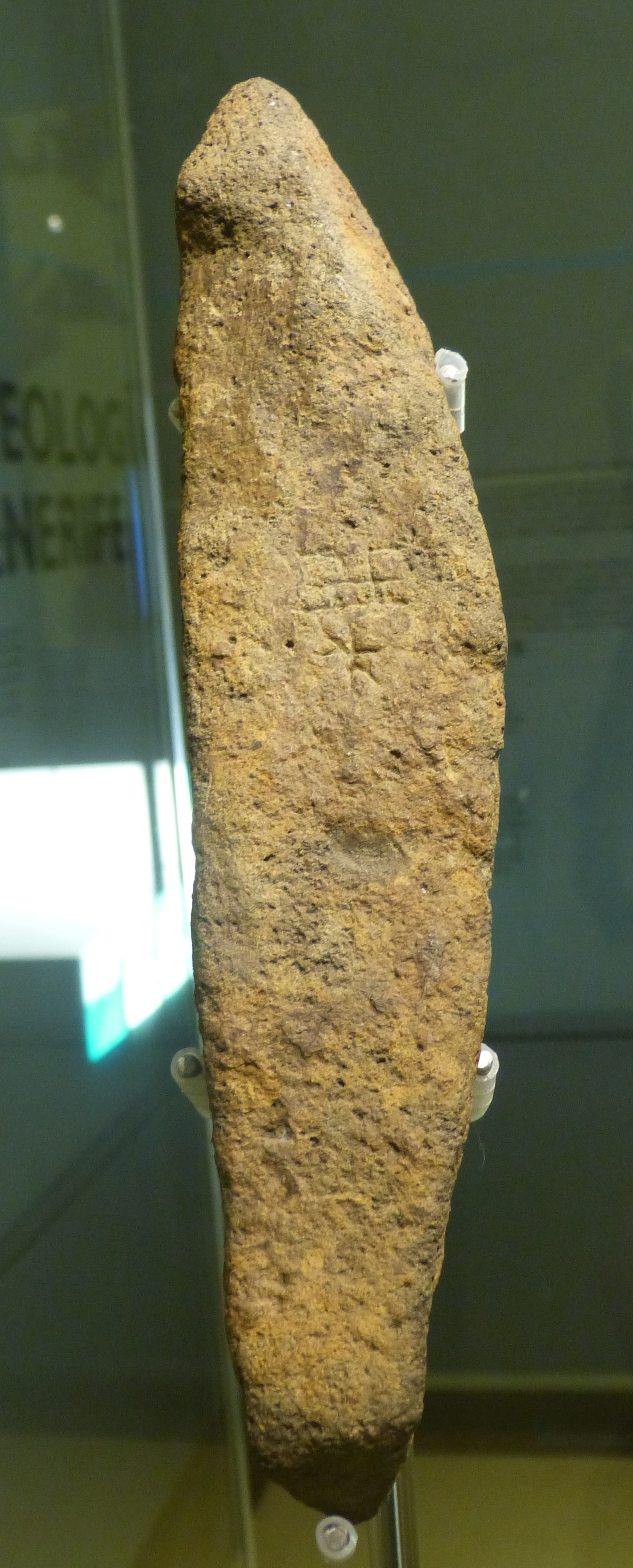
Piedra Zanata, en el Museo de la Naturaleza y la Arqueología (Santa Cruz de Tenerife).

La piedra Zanata es una pequeña roca de forma alargada con inscripciones supuestamente de origen guanche, pueblo aborigen de Canarias. La piedra fue encontrada en 1992 cerca de la denominada Montaña de las Flores, en el municipio de El Tanque en el noroeste de la isla de Tenerife (Canarias, España). Desde su mismo hallazgo, varios expertos consideraron que se trataba de una falsificación. Los grafemas inscritos pertenecen a la escritura tifinagh tuareg moderna y no se documenta su uso entre las tribus zanata históricas.
La piedra presenta una forma de pez, y según Rafael González Antón, entonces director del Museo Arqueológico de Tenerife, en su costado aparecen caracteres tifinagh, lo cual no obstante la hace anacrónica, pues todas las demás inscripciones canarias se corresponden a la variante arcaica o líbico-bereber y el tifinagh reflejado en la supuesta inscripción es de desarrollo posterior a la conquista de Canarias.
Fue analizada por Rafael Muñoz Jiménez, catedrático de Estudios Árabes e Islámicos de la Universidad de La Laguna, y sirvió para elaborar la hipótesis según la cual habría en Canarias una presencia púnica que estableció en el archipiélago factorías con mano de obra bereber.
Esta pieza se encuentra expuesta en el Museo de la Naturaleza y la Arqueología de Santa Cruz de Tenerife. Las epigrafistas de la Cátedra Cultural de Estudios Bereberes consideran “desconcertante que se haya retomado el viejo debate de la Piedra Zanata, cuando ya en los años noventa, tanto el célebre berberólogo francés Lionel Galand como su entonces discípula Renata Springer, entre otros, demostraron que la inscripción era falsa”.